# Пилени
Пилени (енгл. Pileni) је острво у архипелагу Риф који припада провинцији Темоту, у саставу Соломонових острва. Иако се налази на простору Меланезије његово већинско становништво чини полинежански народ Пилени (или Ваеакау-Таумако), који поред овог острва насељава још неколико острва архипелага Риф, као и острва архипелага Даф.
О овом острву се веома мало зна. Име острва користи се и за језик Пилени.
Острво је прекривено палмама и на њему трајно живи око 200 људи, углавном на југу острва.
Острво је 1930-их погођено циклонима, као и 1950-их, 1985. и 1993. године, а цунами га је погодио 1990. године и оставио последице. Од 2000. године пријављена је несташица рибе и шкољки, а поједине воћке су изумрле. На острву је 2002. године отворена основна школа.
Становништво се мења због одређеног броја фактора, укључујући децу која се школују на оближњим острвима, људе који долазе или одлазе тражећи посао, проверавајући здравље или су у посети рођацима у главним градовима. Ово острво је удаљено три до четири сата од покрајинског главног града Лате моторним бродом и има популацију од око 300 људи, али се број становника повећао последњих година (тачни бројеви из пописа 2009. још нису објављени од стране владе у време писања и нема евиденције становништва на самом острву). По домаћинству, просечни месечни приход је 51—200 SI$. Нека домаћинства продају свиње како би повећали своје приходе.